# 올가 브리즈기나

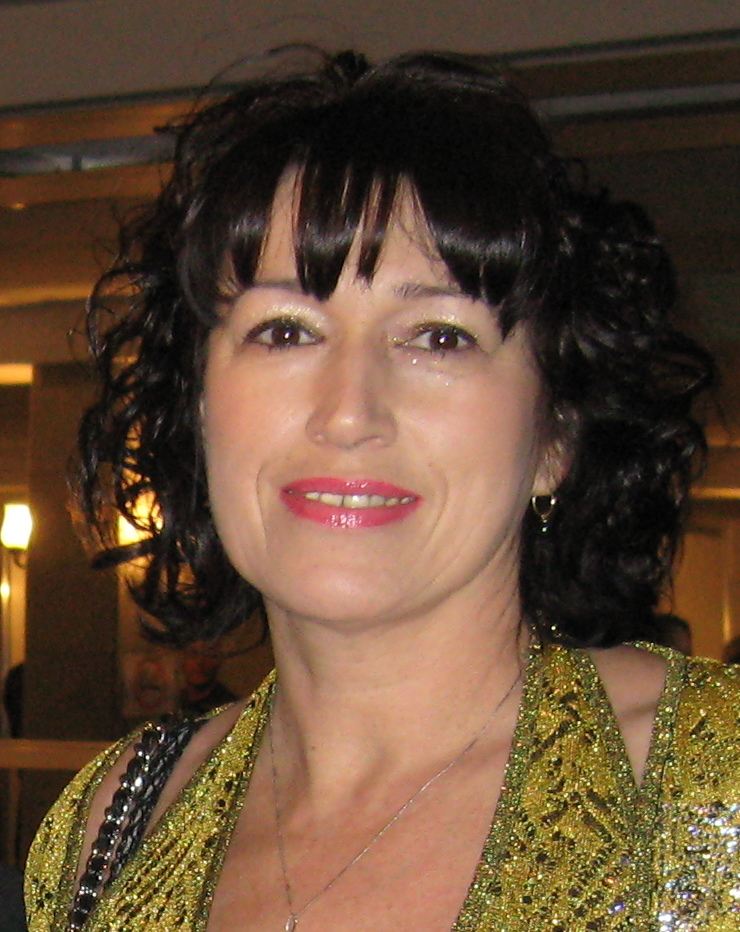

올가 아르카디예브나 브리즈기나(러시아어: О́льга Арка́дьевна Бры́згина, 우크라이나어: О́льга Арка́діївна Бри́згіна 올하 아르카디이우나 브리즈히나[*], 1963년 6월 30일 ~ )는 소련의 전직 단거리달리기 선수이며, 나중에 우크라이나를 대표하였다.
페름 지방의 크라스노캄스크에서 태어난 브리기나는 보로실로브그라드의 디나모에서 훈련하였다. 400m 경주와 1600m 릴레이에 나가면서 그녀는 3개의 금메달과 1개의 은메달을 획득한 성공적인 올림픽 선수였다. 1988년 서울 올림픽에서 소련 팀은 3분 15.17초의 세계 기록을 세웠으며, 2012년 현재로 아직도 깨지지 않았다.
서울 올림픽 1600m 릴레이에서 브리즈기나는 성공적으로 플로렌스 그리피스조이너를 꺾었다. 양선수는 최종 주자로 달리면서 동시에 배턴을 이어받았다. 그리피스조이너는 브리즈기나를 가까이 따라 잡는 데 좋은 속도를 달리고나서 300m 지점에 그녀를 도전하려고 하였다. 하지만 브리즈기나가 그리피스조이너를 4m 차이로 꺾고 우승을 거두었다. 그녀의 주자로서 44.7초 기록은 여성의 육상 역사상 가장 빨리 달린 최종 주자들 중의 하나로 여겨졌다.
브리즈기나의 400m 개인 전력 48.27초는 400m 경주에서 스포츠 사상 여성의 4번째로 최고의 결과였다. 그녀는 1985년 10월 6일 캔버라의 브루스 경기장에서 마리타 코흐가 세운 현재의 400m 세계 기록 47.60초에 이 성과를 거두었다.

## 참조
1. ↑  “육상-세계 기록 추이” (PDF). 《국제 올림픽 위원회》. 2006년 9월 12일에 확인함.